# プシー・キャッツ
『プシー・キャッツ』（英語: Pussy Cats）は、1974年8月19日にアメリカで発表されたハリー・ニルソンの10枚目のアルバムである。ロサンゼルスでいわゆる「失われた週末」を送っていたジョン・レノンがプロデュースを行った。

## 解説

### 制作に至る経緯
1973年、ニルソンはアリス・クーパーが主宰する飲酒クラブ「ハリウッド・ヴァンパイアズ」の一員だった。メンバーにはリンゴ・スター、キース・ムーン、ミッキー・ドレンツなどがいた。
一方、レノンはオノ・ヨーコと別居し、フィル・スペクターをプロデューサーに起用した『ロックン・ロール』のレコーディングのためにロサンゼルスに滞在していた。ある日のレコーディング中、酔っぱらったニルソンがたまたまA&Mスタジオに迷い込んでしまった。旧知のニルソンとの再会を喜んだレノンは、いつか彼のレコードを制作したいと宣言した。ところが12月にスペクターがセッション・テープを持ったまま姿をくらましてしまったため、レコーディングが中断を余儀なくされ、時間を持て余していたレノンはスターやニルソンに誘われるままレインボー・バー&グリルを訪れ「ヴァンパイアズ」に参加した。
ニルソンが初めてレノンに会ったのは1968年、『 ザ・ビートルズ』のレコーディングの最中だった。前年にリリースしたRCAからのデビュー・アルバム『パンディモニアム・シャドウ・ショウ』を聴き、気に入っていたビートルズが彼をスタジオに招き入れた時だった。
再会後の12月下旬、ニルソンはレノンと共にレコード・プラントで毎週日曜日に行われていた「ジム・ケルトナー・ファンクラブ・アワー」と称されていたジャム・セッションを訪れた。その際、レノンのプロデュースでミック・ジャガーが「トゥー・メニー・クックス」をレコーディング、ニルソンはバックボーカルで参加した。
1974年3月、毎晩のように飲み歩いていたレノンはハリウッドのナイトクラブ、トルバドールで2度にわたってトラブルを引き起こし、謝罪に追い込まれた。さすがに反省したレノンは真面目に音楽に取り組むために以前の約束を果たすことに決め、ニルソンに「オールディーズ・カヴァー・アルバム」の制作を持ち掛けた。ニルソンは躊躇したが、レコード会社との契約更新の問題があったため受け入れた。レコーディングはバーバンク・スタジオで行うことを決め、そのための拠点として、レノンはニルソンやスターと共にサンタモニカのビーチハウスを借りた。その後3人はニューヨークに向かい、ニルソンの契約問題を解決した。

### レコーディング
3月28日、スター、ジェシ・エド・デイヴィス、ダニー・コーチマーらが集まり、レノンがパンク・ロック風にアレンジしたボブ・ディランの「サブタレニアン・ホームシック・ブルース」をニルソンが歌うところからレコーディング・セッションが始まった。一段落してスターが帰った後、スティーヴィー・ワンダーが来てジャム・セッションを行っていると、突然マッカートニー夫妻が訪問してきた。ポールはスターのドラム・セットを、リンダはハモンドオルガンでセッションに参加し、「スタンド・バイ・ミー」や「ミッドナイト・スペシャル」などを演奏した。ニルソンはバッキング・ヴォーカルで参加した。
初日のセッションでニルソンは喉に不調を感じていた。酒浸りの生活と、声を張り上げて何回も歌った結果であった。後日、声帯の片側を損傷していることが判明したが、アルバム制作は絶対に中止したくなかったので、重傷であることをレノンには秘密にしたままレコーディングを続けた。その結果、彼の1番の武器であった3オクターヴ半の声域と7色の声を失ってしまい、しゃがれた声になってしまった。アルバム収録曲は一部の曲を除き、ロサンゼルスで録音された。
4月下旬、レノンがスペクターからテープを取り戻すことをいったん諦め、ニューヨークに戻ることを決めたので、ニルソンも同行した。4月28日にはセントラルパークで行われた『マーチ・オブ・ダイムズ・ベネフィット・コンサート』にレノンと共に出演し、「マーチ・オブ・ダイムズ」を歌った。続きのレコーディング、ミキシング、オーバーダビングなどはレコード・プラント・イーストで行われた。
「オールディーズ・カヴァー・アルバム」として始まったレコーディング・セッションだったが、結局全10曲中カヴァー曲は5曲、残りはニルソンの新曲となった。唯一レノンと共作した「ムーチョ・ムンゴ／マウント・エルガ」は、元々レノンが『ロックン・ロール』のセッションでスペクターと共作した「ムーチョ・ムンゴ」が基となっており、レノンが気に入らなかったスペクターの作った中間部をニルソンの「マウント・エルガ」に置き換えたものになっている。
レコーディング終了後の7月、ニルソンはレノンのアルバム『心の壁、愛の橋』のレコーディング・セッションに参加し、本作のセッション中に共作した「枯れた道」でバッキング・ヴォーカルを務めた。また、8月にはレノンがスターのアルバム『グッドナイト・ウィーン』用に「オンリー・ユー」のベーシック・トラックを録音した際もバッキング・ヴォーカルで参加した。

### リリース
7月8日、アメリカでの先行シングルとして「遥かなる河」をリリースした。世間の耳目を集めた二人の組み合わせが話題にはなったもののチャート入りは果たせないまま、アルバムを8月19日にアメリカで発売した。9月7日日付で158位に初登場したが伸び悩み、後から発売されたレノンの『心の壁、愛の橋』が4位になった、11月2日付で記録した60位が最高位だった。イギリスでは8月30日に発売されたがチャートには入らなかった。
なお、このアルバムには 4チャンネルステレオ・ミックス・ヴァージョンが存在しており、アメリカのみでアナログLPと8トラック・カートリッジがリリースされた。

### その後
ニルソンは1975年から4枚のアルバムをリリースした後、1977年にRCAを離れた。その後は目立った活動をしていなかったが、1980年12月、レノンが銃撃を受けて亡くなると、銃規制キャンペーンに積極的に参加していた。1994年1月に心不全のため、52歳で亡くなった。
1999年6月、『プシー・キャッツ』発売25周年記念盤がリリースされ、未発表曲など4曲のボーナス・トラックが追加された。2002年には日本独自に4曲のボーナス・トラックを加えた再発盤が発売され、2007年にもさらに1曲加えた計5曲のボーナス・トラックを含む再発盤が日本のみで発売された。2013年7月にはRCAから17枚組ボックスセット『Harry Nilsson The RCA Album Collection』がリリースされ、本作に7曲のボーナス・トラックを加えたディスク10として収録された。2019年11月には日本独自企画の『プシー・キャッツ45周年記念盤』としてボーナス・トラック9曲を加えたリマスターCDが発売された。

## アートワーク
アートディレクションはエイシー・R・リーマンが担当。壁にアルバム・タイトルとニルソン、レノンの名前が入った看板が飾られたドールハウスで、レノンの頭になっている猫のぬいぐるみが、同じくニルソンの頭になっている猫のぬいぐるみのヘアセットをしている、レノンが関わっていることを強調して宣伝効果を狙ったジャケット・デザインになっている。
アルバム・タイトルは、「大人しい人、臆病者」という意味のスラング「プシーキャット(pussycat)」からきており、ナイトクラブでのトラブルが悪評になっていたことへの自虐ネタである。また、テーブルの下の敷物（rug）の両側に子供用の文字ブロック「D」と「S」を配置して、「麻薬でラリったりしない（drugs under the table）」という意味を暗に持たせている。さらにブックレットには各曲のクレジットとともに、悪評を書き立てた報道を揶揄するかのように、躁うつ病者ウィンストン・オーブギー博士（Dr. Winston O’Boogie M.D.）による「あらゆるものが、実際の在り様とは正反対なのだ」（Everything is the opposite of what it is.）という哲学的なコメントと、それに対するシュミルソン教授（Prof. Schmilsson M.E.） による「とはいえ言葉がすべてというわけでもない。違うかい？」（But somehow it isn‘t only not just the words, isn’t it?）というコメントを掲載している。

## 収録曲

### オリジナル・アナログ・LP
| #         | タイトル                                                                | 作詞・作曲       | オリジナル・シンガー（リリース年） | 時間  |
| --------- | ----------------------------------------------------------------------- | ---------------- | ---------------------------------- | ----- |
| 1.        | 「遥かなる河」(Many Rivers to Cross)                                    | ジミー・クリフ   | ジミー・クリフ（1969年）           | 4:56  |
| 2.        | 「サブタレニアン・ホームシック・ブルース」(Subterranean Homesick Blues) | ボブ・ディラン   | ボブ・ディラン（1965年）           | 3:17  |
| 3.        | 「僕を忘れないで」(Don't Forget Me)                                     | ハリー・ニルソン |                                    | 3:37  |
| 4.        | 「オール・マイ・ライフ」(All My Life)                                   | ハリー・ニルソン |                                    | 3:11  |
| 5.        | 「忘れられた老兵」(Old Forgotten Soldier)                               | ハリー・ニルソン |                                    | 4:14  |
| 合計時間: | 合計時間:                                                               | 合計時間:        | 合計時間:                          | 19:15 |

| #         | タイトル                                                     | 作詞・作曲                                  | オリジナル・シンガー（リリース年）                           | 時間  |
| --------- | ------------------------------------------------------------ | ------------------------------------------- | ------------------------------------------------------------ | ----- |
| 1.        | 「ラスト・ダンスは私に」(Save the Last Dance for Me)         | ドク・ポーマス, モルト・シューマン          | ドリフターズ (1960年)                                        | 4:25  |
| 2.        | 「ムーチョ・ムンゴ／マウント・エルガ」(Mucho Mungo/Mt. Elga) | ジョン・レノン、ハリー・ニルソン            |                                                              | 3:43  |
| 3.        | 「ループ・デ・ループ」( Loop de Loop)                        | テディ・ヴァン、ジョー・ドン                | ジョニー・サンダー・フィーチャリング・ザ・ボベット（1962年） | 2:40  |
| 4.        | 「月光に黒い帆」(Black Sails)                                | ハリー・ニルソン                            |                                                              | 3:15  |
| 5.        | 「ロック・アラウンド・ザ・クロック」(Rock Around the Clock)  | ジミー・デナイト, マックス・C・フリードマン | ビル・ヘイリー・アンド・ヒズ・コメッツ（1954年）             | 3:12  |
| 合計時間: | 合計時間:                                                    | 合計時間:                                   | 合計時間:                                                    | 17:15 |

### 1999年25周年記念盤
| #         | タイトル                                                                 | 作詞・作曲                                  | 時間  |
| --------- | ------------------------------------------------------------------------ | ------------------------------------------- | ----- |
| 1.        | 「遥かなる河」(Many Rivers to Cross)                                     | ジミー・クリフ                              | 4:56  |
| 2.        | 「サブタレニアン・ホームシック・ブルース」(Subterranean Homesick Blues)  | ボブ・ディラン                              | 3:17  |
| 3.        | 「僕を忘れないで」(Don't Forget Me)                                      | ハリー・ニルソン                            | 3:37  |
| 4.        | 「オール・マイ・ライフ」(All My Life)                                    | ハリー・ニルソン                            | 3:11  |
| 5.        | 「忘れられた老兵」(Old Forgotten Soldier)                                | ハリー・ニルソン                            | 4:14  |
| 6.        | 「ラスト・ダンスは私に」(Save the Last Dance for Me)                     | ドク・ポーマス、モルト・シューマン          | 4:25  |
| 7.        | 「ムーチョ・ムンゴ／マウント・エルガ」(Mucho Mungo/Mt. Elga)             | ジョン・レノン、ハリー・ニルソン            | 3:43  |
| 8.        | 「ループ・デ・ループ」(Loop de Loop)                                     | テディ・ヴァン、ジョー・ドン                | 2:40  |
| 9.        | 「月光に黒い帆」(Black Sails)                                            | ハリー・ニルソン                            | 3:15  |
| 10.       | 「ロック・アラウンド・ザ・クロック」(Rock Around the Clock)              | ジミー・デナイト、マックス・C・フリードマン | 3:12  |
| 11.       | 「海のほとりで」(Down by the Sea)                                        | ハリー・ニルソン                            | 5:37  |
| 12.       | 「空飛ぶ円盤を見た」(The Flying Saucer Song)                             | ハリー・ニルソン                            | 6:30  |
| 13.       | 「灯りを消して」(Turn Out the Light)                                     | ハリー・ニルソン                            | 2:32  |
| 14.       | 「ラスト・ダンスは私に」(Save the Last Dance for Me (Alternate Version)) | ドク・ポーマス、モルト・シューマン          | 4:26  |
| 合計時間: | 合計時間:                                                                | 合計時間:                                   | 55:35 |

| #         | タイトル                                                                 | 作詞・作曲                         | 時間  |
| --------- | ------------------------------------------------------------------------ | ---------------------------------- | ----- |
| 11.       | 「海のほとりで」(Down by the Sea)                                        | ハリー・ニルソン                   | 5:37  |
| 12.       | 「空飛ぶ円盤を見た」(The Flying Saucer Song)                             | ハリー・ニルソン                   | 6:30  |
| 13.       | 「ラスト・ダンスは私に」(Save the Last Dance for Me (Alternate Version)) | ドク・ポーマス、モルト・シューマン | 4:26  |
| 14.       | 「忘れられた老兵 (DEMO)」(Old Forgotten Solidier (Demo))                 | ハリー・ニルソン                   | 3:10  |
| 合計時間: | 合計時間:                                                                | 合計時間:                          | 19:43 |

| #         | タイトル                                                                 | 作詞・作曲                         | 時間  |
| --------- | ------------------------------------------------------------------------ | ---------------------------------- | ----- |
| 11.       | 「海のほとりで」(Down by the Sea)                                        | ハリー・ニルソン                   | 5:37  |
| 12.       | 「空飛ぶ円盤を見た」(The Flying Saucer Song)                             | ハリー・ニルソン                   | 6:30  |
| 13.       | 「ラスト・ダンスは私に」(Save the Last Dance for Me (Alternate Version)) | ドク・ポーマス、モルト・シューマン | 4:26  |
| 14.       | 「忘れられた老兵 (DEMO1)」(Old Forgotten Solidier (Demo))                | ハリー・ニルソン                   | 3:09  |
| 15.       | 「忘れられた老兵 (DEMO2)」(Old Forgotten Soldier (Demo))                 | ハリー・ニルソン                   | 2:43  |
| 合計時間: | 合計時間:                                                                | 合計時間:                          | 22:25 |

| #         | タイトル | 作詞・作曲                         | 時間  |
| --------- | --- | ---------------------------------- | ----- |
| 11.       | 「海のほとりで」(Down by the Sea)                                                                                  | ハリー・ニルソン                   | 5:37  |
| 12.       | 「空飛ぶ円盤を見た」(The Flying Saucer Song)                                                                       | ハリー・ニルソン                   | 6:30  |
| 13.       | 「灯りを消して」(Turn Out the Light)                                                                               | ハリー・ニルソン                   | 2:32  |
| 14.       | 「ラスト・ダンスは私に」(Save the Last Dance for Me (Alternate Version))                                           | ドク・ポーマス、モルト・シューマン | 4:26  |
| 15.       | 「僕を忘れないで」(Dont Forget Me (Alternate Version))                                                             | ハリー・ニルソン                   | 2:23  |
| 16.       | 「月光に黒い帆」(Black Sails (Alternate Version))                                                                  | ハリー・ニルソン                   | 2:39  |
| 17.       | 「プッシー・キャッツ・ラジオ・スポット・ウィズ・エディー・ローレンス」(Pussy Cats Radio Spots with Eddie Lawrence) |                                    | 1:21  |
| 18.       | 「忘れられた老兵 (DEMO1)」(Old Forgotten Solidier (Demo))                                                          | ハリー・ニルソン                   | 3:09  |
| 19.       | 「忘れられた老兵 (DEMO2)」(Old Forgotten Soldier (Demo))                                                           | ハリー・ニルソン                   | 2:43  |
| 合計時間: | 合計時間: | 合計時間:                          | 31:20 |

## 参加ミュージシャン
- ハリー・ニルソン – ボーカル, ピアノ (3, 5), エレクトリックピアノ (8, 10), クラビネット (2)
- ジェシ・エド・デイヴィス – ギター (1, 2, 4, 5, 6, 7, 8, 10)
- ダニー・コーチマー – ギター (1, 2, 4, 6, 7, 8, 10)
- スニーキー・ピート・クレイノウ – ペダル・スティール・ギター (1, 2, 4, 6)
- ケニー・アスチャー – ピアノ (1, 4, 7), エレクトリックピアノ (2), オーケストレーション, 指揮
- ジェーン・ゲッツ – ピアノ (6, 8, 10)
- ウィリアム・スミス – オルガン (1)
- クラウス・フォアマン – ベース (1, 2, 4, 5, 6, 7, 8, 10)
- ジム・ケルトナー – ドラムス (1, 2, 4, 6, 7, 8, 10)
- リンゴ・スター – ドラムス (1, 2, 4, 6, 8, 10), マラカス (7)
- キース・ムーン – ドラムス (8, 10), コンガ (7), ウッドブロック (4)
- ダグ・ホーファー[注釈 21] – スネアドラム (2)
- シンシア・ウェッブ[注釈 22] – マラカス (7)
- ボビー・キーズ – サクソフォーン (1, 2, 4, 6, 7, 8, 10)
- トレヴァー・ローレンス – サクソフォーン (2, 6, 7, 8, 10)
- ジム・ホ－ン – サクソフォーン (8, 10)
- ジーン・シプリアーノ[注釈 23] – サクソフォーン (6)
- トニー・テラン – トランペット (8, 10)
- チャック・フィンドレー – トランペット (8, 10)
- ザ・マスクド・アルバーツ・ オーケストラ – ストリングス (1, 3, 4, 6, 7, 9)
- ザ・マスクド・アルバーツ・キッズ合唱隊（ナタリー・アルトマン、スージー・ベル、トロイ・ジェルマーノ、エリック・ミューラー、レイチェル・ミューラー、フィリダ・パターソン、ペリ・プレストピーノ、デヴィッド・スタインバーグ、キャンティ・ターナー、クリスティン・ターナー、デイモン・ヴィジャーノ）– コーラス (8)

## チャート
| チャート (1974)                   | 最高位 |
| --------------------------------- | ------ |
| オーストラリア(Kent Music Report) | 45     |
| アメリカ合衆国(Billboard 200)     | 60     |